# Ortahisar (Nevşehir)
Ortahisar (deutsch mittlere Burg) ist eine Kleinstadt im Landkreis Ürgüp der türkischen Provinz Nevşehir in der Region Kappadokien. Ortahisar besitzt 14.262 Einwohner (Stand 2015) und liegt etwa 20 km östlich der Provinzhauptstadt Nevşehir.

## Ortsbild und Sehenswürdigkeiten

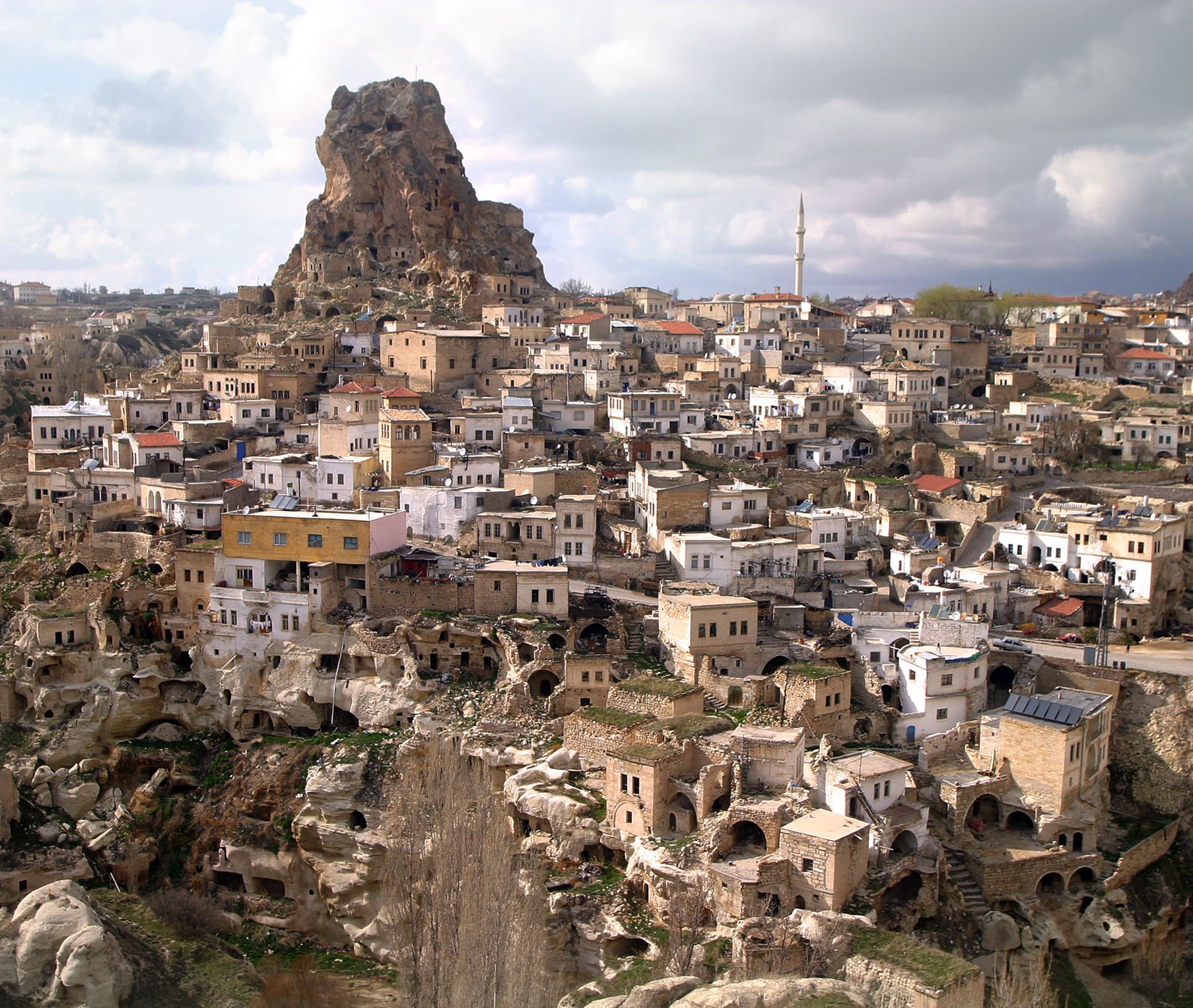
Blick auf Ortahisar

Hervorragendes Merkmal und Hauptattraktion des Ortes ist der etwa 90 m hohe Burgfelsen, der von den Einwohnern auch Sivrikoya genannt wird. Er ist in der für die Region Kappadokien typischen Art von Höhlen und Gängen durchzogen, die der Bevölkerung in byzantinischer Zeit als Schutz vor Angreifern dienten. Im Ort befindet sich die Cambazlı Kilise (Akrobatenkirche), eine Kreuzkuppelkirche mit Malereien aus dem 13. Jahrhundert, die heute als Lagerraum genutzt wird. Etwas außerhalb steht ein Felskegel mit der Üzümlü Kilise (Weintraubenkirche) aus dem achten oder neunten Jahrhundert. Sie weist Fresken mit Weintrauben auf und in der Apsis ein Bild der thronenden Maria mit Kind.
Gekennzeichnet ist Ortahisar neben dem Burgfelsen im Ortszentrum hauptsächlich durch eine Reihe Bauten in einfacher Bauweise. Diese Gebäude ähneln sich in der Architektur und dem Aussehen stark.
Die älteren Häuser sind aus Tuffblöcken, die meist ohne Mörtel zusammengefügt wurden, erbaut. Diese Gebäude, die zu früheren Zeiten nur als Aufbewahrungsstätte für Lebensmittel dienten, weisen in der Regel nur ein bis zwei Stockwerke auf. In das obere Stockwerk gelangt man
häufig über eine geländerlose Außentreppe aus Tuffsteinplatten.
Die neueren Gebäude bestehen stets aus derselben Gesteinsart, besitzen jedoch regelrecht Mauern. Die Außenwände sind mit weißem Kalkstein verkleidet und weisen einfache Gesimse auf.
Nordöstlich von Ortahisar liegt der Klosterkomplex Hallaç Manastırı. Dessen Zentrum bildet ein nach drei Seiten abgeschlossener Hof, der sich nach Süden öffnet. Durch angesammelte Gesteinsreste hat sich dessen Niveau im Laufe der Zeit um eineinhalb Meter erhöht, sodass die Eingänge zu den Klosterräumen heute tiefer als der Hof liegen. Nachdem das Kloster verlassen worden war, haben Einheimische die Eingänge vermauert und die Fenster farbig umrahmt, um sie als Taubenschläge für die Produktion des als Dünger begehrten Vogelmistes zu nutzen.
In der näheren Umgebung der Ortschaft befinden sich die Kirchen Sarica und Harum. Unweit des Wohnkreises von Uçhisar liegen die Felsenberge, die den Ort fast vollständig umgeben.

## Wirtschaft

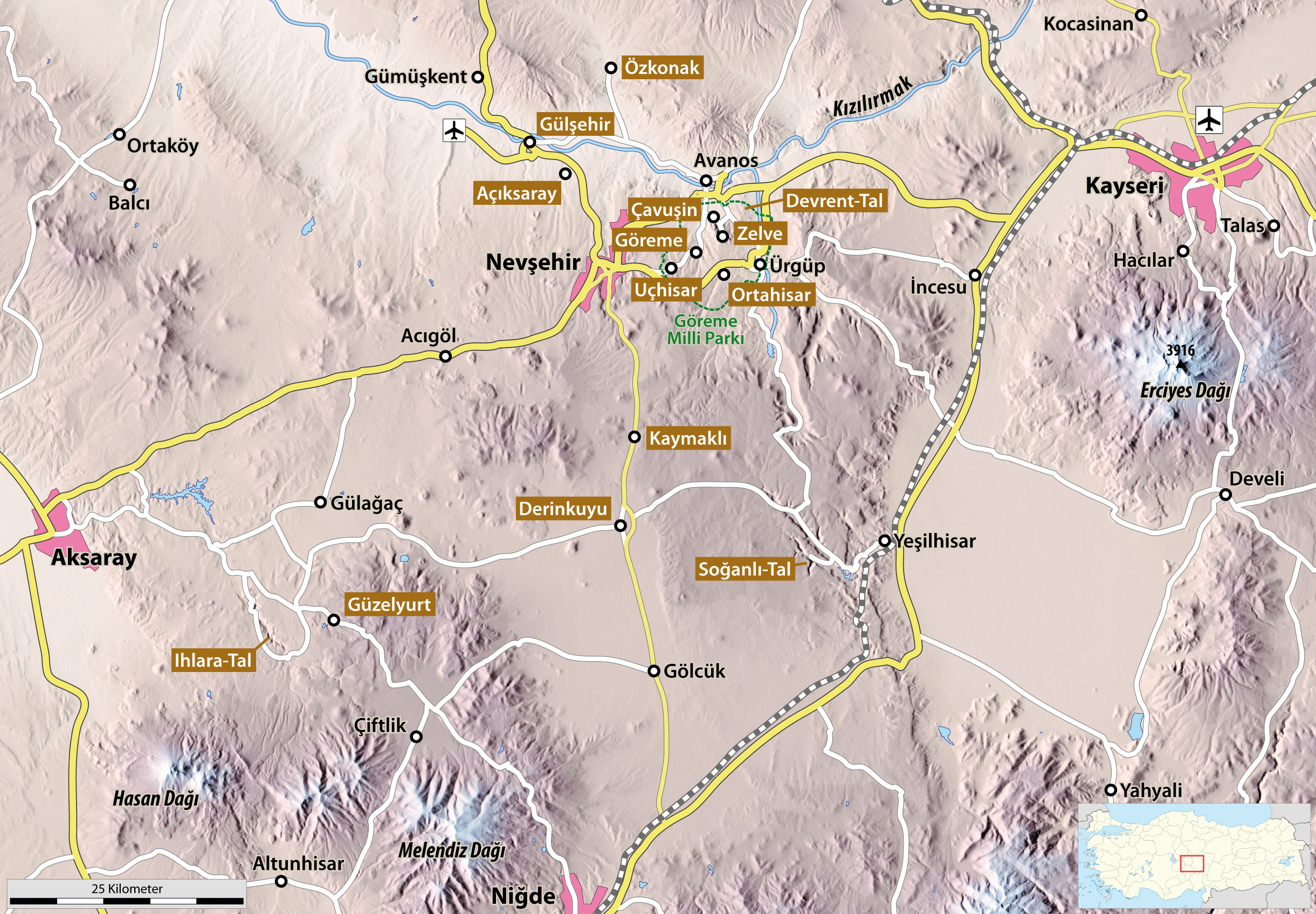
Ortahisar und andere sehenswerte Orte in Kappadokien

Ortahisar ist das Zentrum des Obstanbaus in Kappadokien. Die Tuffsteinhöhlen der Umgebung, die im Sommer wie im Winter eine Temperatur um zehn Grad Celsius aufweisen, werden als Lagerräume für Obst und Gemüse, nicht nur für die Erzeugnisse der Region, genutzt. Aus der gesamten Türkei werden Zitrusfrüchte, Kartoffeln, Äpfel oder Zwiebeln dorthin gebracht, in den Höhlen gelagert und später weitertransportiert. Große Teile der Türkei, aber auch von Europa werden von dort beliefert.